# Ема Томпсън
Дейм Ема Томпсън (на английски: Emma Thompson) е английска актриса, комик, сценаристка и писателка. Носителка е на два Оскара, две награди Златен глобус и три награди на БАФТА. Известна е с ролите си в „Имението „Хауърдс Енд““ (1992), „Остатъците от деня“ (1993) и „В името на Отца“ (1993), както и с адаптирания сценарий и главната роля във филма „Разум и чувства“ (1995). 

## Биография

### Ранни години
Родена е на 15 април 1959 г. в квартал Падингтън, Лондон в семейството на актьорите Ерик Томпсън и Филида Лоу. Има една сестра – Софи Томпсън, която също е актриса.
От 1977 г. учи в Кеймбриджкия университет. По покана на президента на клуба „Footlights“ – Мартин Бергман, Ема Томпсън се включва в трупата, занимаваща се със скеч комедия, ставайки първата жена-член. По същото време в „Footlights“ членуват и Стивън Фрай и Хю Лори, с втория от които Ема има връзка.

### Личен живот
По време на снимките на телевизионния сериал „Fortunes of War“ през 1987 г. Ема Томпсън се запознава с Кенет Брана, с когото през 1989 г. сключва брак. Двамата се разделят през 1995 г.
През 1995 г. Ема Томпсън започва връзка с актьора Грег Уайз, с когото си партнира във филма „Разум и чувства“. Двойката има дъщеря – Гия, зачената чрез инвитро, която се ражда през 1999 г. Томпсън и Уайз сключват брак през 2003 г., а по-късно същата година неофициално осиновяват бежанецът от Руанда Тиндиебуа Агабу.

## Филмография

### Кино
| година | филм                                         | оригинално заглавие                         | роля                          | режисьор           |
| ------ | -------------------------------------------- | ------------------------------------------- | ----------------------------- | ------------------ |
| 1989   | Хенри V                                      | Henry V                                     | Екатерина Валоа               | Кенет Брана        |
| 1989   |                                              | The Tall Guy                                | Кейт Лемън                    | Кенет Брана        |
| 1989   |                                              | Dead Again                                  | Грейс / Маргарет Щраус        | Кенет Брана        |
| 1991   | Импромтю                                     | Impromptu                                   | херцогиня д’Антан             | Джеймс Лепин       |
| 1992   | Имението „Хауърдс Енд“                       | Howards End                                 | Маргарет Шлегел               | Джеймс Айвъри      |
| 1992   | Приятелите на Питър                          | Peter's Friends                             | Маги Честър                   | Кенет Брана        |
| 1993   | Много шум за нищо                            | Much Ado About Nothing                      | Беатриче                      | Кенет Брана        |
| 1993   | Остатъците от деня                           | The Remains of the Day                      | госпожица Кентън              | Джеймс Айвъри      |
| 1993   | В името на Отца                              | In the Name of the Father                   | Гарет Пиърс                   | Джим Шеридан       |
| 1994   | Джуниър                                      | Junior                                      | Даяна Редин                   | Айвън Райтман      |
| 1995   | Карингтън                                    | Carrington                                  | Дора Карингтън                | Кристофър Хемптън  |
| 1995   | Разум и чувства                              | Sense and Sensibility                       | Елинър Дашуд                  | Анг Лий            |
| 1997   | Неочакван гост                               | The Winter Guest                            | Франсис                       | Алън Рикман        |
| 1997   | Първични цветове                             | Primary Colors                              | Сюзан Стантън                 | Майк Никълс        |
| 1998   | Целувката на Юда                             | Judas Kiss                                  | Сейди Хокинс                  | Себастиан Гутиерес |
| 2000   | Може би, бейби                               | Maybe Baby                                  | Друсила                       | Бен Елтън          |
| 2002   | Планетата на съкровищата                     | Treasure Planet                             | Амелия (глас)                 | Рон Клементс       |
| 2003   | Представяйки си Аржентина                    | Imagining Argentina                         | Сесилия                       | Кристофър Хемптън  |
| 2003   | Наистина любов                               | Love Actually                               | Карън                         | Ричард Къртис      |
| 2004   | Хари Потър и Затворникът от Азкабан          | Harry Potter and the Prisoner of Azkaban    | Сибила Трелони                | Алфонсо Куарон     |
| 2005   | Бавачката Макфий                             | Nanny McPhee                                | бавачката Макфий              | Кърк Джонс         |
| 2006   | Не може да бъде!                             | Stranger than Fiction                       | Карън Айфел                   | Марк Форстър       |
| 2007   | Хари Потър и Орденът на феникса              | Harry Potter and the Order of the Phoenix   | Сибила Трелони                | Дейвид Йейтс       |
| 2007   | Аз съм легенда                               | I Am Legend                                 | доктор Алис Крипин            | Франсис Лоурънс    |
| 2008   | Завръщане в Брайдсхед                        | Brideshead Revisited                        | лейди Марчмейн                | Джулиън Джаролд    |
| 2008   | Последен шанс, Харви                         | Last Chance Harvey                          | Кейт Уокър                    | Джоел Хопкинс      |
| 2009   | Съзряване                                    | An Education                                | директорката                  | Лоне Шерфиг        |
| 2009   | Рок радио                                    | The Boat That Rocked                        | Шарлот                        | Ричард Къртис      |
| 2010   | Бавачката Макфий и големият взрив            | Nanny McPhee and the Big Bang               | бавачката Макфий              | Сюзан Уайт         |
| 2011   | Хари Потър и Даровете на Смъртта: Втора част | Harry Potter and the Deathly Hallows Part 2 | Сибила Трелони                | Дейвид Йейтс       |
| 2012   | Мъже в черно 3                               | Men in Black III                            | агент О                       | Бари Зоненфелд     |
| 2012   | Храбро сърце                                 | Brave                                       | кралица Елинор (глас)         | екип               |
| 2013   | Прелестни създания                           | Beautiful Creatures                         | Г-жа Линкълн / Сарафин        | Ричард Лагравенезе |
| 2013   | Любовният удар                               | The Love Punch                              | Кейт                          | Джоел Хопкинс      |
| 2013   | Спасяването на мистър Банкс                  | Saving Mr. Banks                            | Памела Травърз                | Джон Лий Ханкок    |
| 2014   | Ефи Грей                                     | Effie Gray                                  | лейди Истлейк                 | Ричард Лекстън     |
| 2015   | Разходка в гората                            | A Walk in the Woods                         | Катрин Брайсън                | Кен Куапис         |
| 2015   | Легендата за Барни Томсън                    | The Legend of Barney Thomson                | Кемолина                      | Робърт Карлайл     |
| 2015   | Повелителят на кухнята                       | Burnt                                       | д-р Росхилд                   | Джон Уелс          |
| 2016   | Повелителят на кухнята                       | Alone in Berlin                             | Ана Квангел                   | Венсан Перес       |
| 2016   | Бриджит Джоунс: Бебе на хоризонта            | Bridget Jones's Baby                        | д-р Роулингс                  | Шарън Магуайър     |
| 2017   | Красавицата и звярът                         | Beauty and the Beast                        | г-жа Потс                     | Бил Кондон         |
| 2018   | Законът на децата                            | The Children Act                            | г-жа Фиона                    | Ричард Еър         |
| 2021   | Круела                                       | Cruella                                     | баронеса вон Хелман           | Крейг Гилеспи      |
| 2022   | Любов на повикване                           | Good Luck to You, Leo Grande                | Нанси Стоукс / Сюзън Робинсън | Софи Хайд          |

## Награди и номинации
| Година | Продукция                                 | Награда                                                               | Резултат  |
| ------ | ----------------------------------------- | --------------------------------------------------------------------- | --------- |
| 1988   | „Tutti Frutti“ „Fortunes of War“          | Награда на БАФТА за най-добра телевизионна актриса                    | награда   |
| 1993   | „Имението „Хауърдс Енд““                  | Оскар за най-добра женска роля                                        | награда   |
| 1993   | „Имението „Хауърдс Енд““                  | Награда на БАФТА за най-добра актриса в главна роля                   | награда   |
| 1993   | „Имението „Хауърдс Енд““                  | Златен глобус за най-добра актриса в драматичен филм                  | награда   |
| 1994   | „Остатъците от деня“                      | Оскар за най-добра женска роля                                        | номинация |
| 1994   | „Остатъците от деня“                      | Награда на БАФТА за най-добра актриса в главна роля                   | номинация |
| 1994   | „Остатъците от деня“                      | Златен глобус за най-добра актриса в драматичен филм                  | номинация |
| 1994   | „В името на Отца“                         | Оскар за най-добра поддържаща женска роля                             | номинация |
| 1994   | „В името на Отца“                         | Златен глобус за най-добра поддържаща актриса                         | номинация |
| 1995   | „Джуниър“                                 | Златен глобус за най-добра актриса в мюзикъл или комедия              | номинация |
| 1996   | „Разум и чувства“                         | Оскар за най-добър адаптиран сценарий                                 | награда   |
| 1996   | „Разум и чувства“                         | Награда на БАФТА за най-добра актриса в главна роля                   | награда   |
| 1996   | „Разум и чувства“                         | Златен глобус за най-добър сценарий                                   | награда   |
| 1996   | „Разум и чувства“                         | Оскар за най-добра женска роля                                        | номинация |
| 1996   | „Разум и чувства“                         | Награда на БАФТА за най-добър адаптиран сценарий                      | номинация |
| 1996   | „Разум и чувства“                         | Златен глобус за най-добра актриса в драматичен филм                  | номинация |
| 1997   | „The Winter Guest“                        | Европейска филмова награда за най-добра актриса                       | номинация |
| 1998   | „Ellen“                                   | Еми за най-добра гостуваща актриса в сериал – комедия                 | награда   |
| 2001   | „Wit“                                     | Еми за най-добър сценарий за минисериал или телевизионен филм         | номинация |
| 2001   | „Wit“                                     | Еми за най-добра актриса в минисериал или телевизионен филм           | номинация |
| 2002   | „Wit“                                     | Златен глобус за най-добра актриса в минисериал или телевизионен филм | номинация |
| 2002   | „Wit“                                     | Сателит за най-добра актриса в минисериал или телевизионен филм       | номинация |
| 2004   | „Наистина любов“                          | Емпайър за най-добра британска актриса                                | награда   |
| 2004   | „Наистина любов“                          | Награда на БАФТА за най-добра актриса в поддържаща роля               | номинация |
| 2004   | „Наистина любов“                          | Сателит за най-добра актриса в поддържаща роля в мюзикъл или комедия  | номинация |
| 2004   | „Angels in America“                       | Еми за най-добра актриса в минисериал или телевизионен филм           | номинация |
| 2004   | „Angels in America“                       | Сателит за най-добра актриса в поддържаща телевизионна роля           | номинация |
| 2007   | „Не може да бъде!“                        | Сатурн за най-добра актриса в поддържаща роля                         | номинация |
| 2008   | „Завръщане в Брайдсхед“                   | Сателит за най-добра актриса в поддържаща роля                        | номинация |
| 2009   | „Последен шанс, Харви“                    | Златен глобус за най-добра актриса в мюзикъл или комедия              | номинация |
| 2012   | „The Song of Lunch“                       | Еми за най-добра актриса в минисериал или телевизионен филм           | номинация |
| 2013   | „Спасяването на мистър Банкс“             | Сателит за най-добра актриса                                          | номинация |
| 2014   | „Спасяването на мистър Банкс“             | Емпайър за най-добра актриса                                          | награда   |
| 2014   | „Спасяването на мистър Банкс“             | Награда на БАФТА за най-добра актриса в главна роля                   | номинация |
| 2014   | „Спасяването на мистър Банкс“             | Златен глобус за най-добра актриса в драматичен филм                  | номинация |
| 2014   | „Спасяването на мистър Банкс“             | Сатурн за най-добра актриса                                           | номинация |
| 2015   | „Sweeney Todd – Live from Lincoln Center“ | Еми за най-добра актриса в минисериал или телевизионен филм           | номинация |